# Laban Kipkemboi
Laban Kipsang Kipkemboi (30 dicembre 1977) è un ex maratoneta keniota.

## Biografia
Nel 2007 ha partecipato alla maratona dei Mondiali di Osaka, ritirandosi a gara in corso.

## Palmarès
| Anno | Manifestazione | Sede  | Evento   | Risultato | Prestazione | Note |
| ---- | -------------- | ----- | -------- | --------- | ----------- | ---- |
| 2007 | Mondiali       | Osaka | Maratona | dnf       | dnf         |      |

## Altre competizioni internazionali
1998
- Oro al Cross Internacional de Soria ( Soria) - 25'12"

2000
- Oro alla Stroud Half Marathon ( Stroud) - 1h01'50"
- 4º alla Marseille-Cassis Classic ( Marsiglia), 20,3 km - 1h01'39"
- Oro alla Swansea 10 km ( Swansea) - 28'17"
- Argento al Cross Ouest-France ( Le Mans) - 31'17"

2001
- Oro all'Humarathon ( Vitry-sur-Seine) - 1h01'16"
- Bronzo alla Mezza maratona di Philadelphia ( Filadelfia) - 1h01'50"
- Bronzo alla Mezza maratona di Virginia Beach ( Virginia Beach) - 1h02'21"
- Oro alla Mezza maratona di Kansas City ( Kansas City) - 1h06'53"
- Argento alla Ogden Newspapers Classic ( Wheeling), 20 km - 1h01'31"
- 5º alla Le Puy-en-Velay 15 km ( Le Puy-en-Velay) - 44'02"

2002
- Bronzo alla Maratona di New York ( New York) - 2h08'39"
- 4º alla Fifth Third River Bank ( Grand Rapids), 25 km - 1h16'54"
- Bronzo all'Humarathon ( Vitry-sur-Seine) - 1h02'27"
- Oro alla Mezza maratona di Nizza ( Nizza) - 1h03'33"
- 12º alla Mezza maratona di Indianapolis ( Indianapolis) - 1h06'48"

2003
- 11º alla Maratona di Boston ( Boston) - 2h17'50"
- 8º alla Maratona di New York ( New York) - 2h13'55"
- Bronzo alla Mezza maratona di Philadelphia ( Filadelfia) - 1h01'29"
- Oro alla Mezza maratona di Boston ( Boston) - 1h03'04"
- 20º alla Mezza maratona di Virginia Beach ( Virginia Beach) - 1h06'20"
- Oro al Cross du Républicain Lorrain ( Metz) - 27'07"

2004
- 21º alla Maratona di Boston ( Boston) - 2h31'17"
- Bronzo alla Mezza maratona di Virginia Beach ( Virginia Beach) - 1h02'25"

2005
- 6º alla Maratona di Chicago ( Chicago) - 2h09'22"
- Bronzo alla Maratona di Los Angeles ( Los Angeles) - 2h10'51"

2006
- Argento alla Maratona di Los Angeles ( Los Angeles) - 2h10'08"
- 9º alla Mezza maratona di Coban ( Cobán) - 1h06'49"
- 5º alla Mezza maratona di Denver ( Denver) - 1h07'01"
- 5º alla Boulder 10 km ( Boulder) - 30'01"

2007
- Bronzo alla Maratona di Seul ( Seul) - 2h08'38"

2008
- 9º alla Maratona di Seul ( Seul) - 2h14'07"
- 6º alla Maratona di Amburgo ( Amburgo) - 2h09'46"

2009
- 8º alla Maratona di Francoforte ( Francoforte sul Meno) - 2h10'40"
- Bronzo alla Maratona di Los Angeles ( Los Angeles) - 2h10'29"

2010
- 4º alla Maratona di Los Angeles ( Los Angeles) - 2h10'40"

2011
- Argento alla Maratona di Amburgo ( Amburgo) - 2h11'40"
- 4º alla Maratona di Colonia ( Colonia) - 2h13'05"

2012
- 8º alla Maratona di Enschede ( Enschede) - 2h15'54"
- 11º alla Lake Hengshui International Marathon ( Hengshui) - 2h17'12"
- Oro alla Mezza maratona di Kigali ( Kigali) - 1h03'07"

2014
- 5º alla Maratona di Gyeongju ( Gyeongju) - 2h09'25"

2016
- 11º alla Maratona di Madrid ( Madrid) - 2h24'59"
- 6º alla Danzhou International Marathon ( Danzhou) - 2h20'09"